# Vallelunga (Schiff)
Die Vallelunga war ein 1924 gebauter Minen- und Munitionstransporter sowie Hilfsminenleger der Regia Marina. Nach der Selbstversenkung im September 1943 hob die Kriegsmarine das Schiff und stellte es unter demselben Namen als Minenschiff in Dienst. Im Mai 1944 wurde es in Genua durch einen Luftangriff versenkt. Benannt wurde das Schiffes nach einem Munitionsdepot der Marine.

## Bau und technische Daten
Die Vallelunga wurde 1924 als drittes und letztes Schiff der Panigaglia-Klasse wie ihre Vorgänger Panigaglia und Buffoluto bei Ansaldo San Giorgio del Muggiano in La Spezia auf Kiel gelegt. Der Stapellauf erfolgte am 28. Mai 1924, die Abgabe an die Regia Marina im Dezember des Jahres. Der Name des Schiffes – wie die der Schwesterschiffe – ging auf eines der großen Munitionsdepots der Marine zurück.
Ihre Länge betrug 56,24 Meter, sie war 9,00 Meter breit und hatte einen Tiefgang von 3,00 Metern. Die Konstruktionsverdrängung betrug 916 Tonnen standard und 1071 Tonnen maximal. Der Antrieb bestand aus zwei stehenden 3-Zylinder-Dampfmaschinen mit dreifacher Dampfdehnung und zwei Thornycroft-Wasserrohrkesseln, die 1400 PS erzielten und auf zwei Schrauben wirkten. Damit erreichte das Schiff eine Geschwindigkeit von 11,0 Knoten und hatte eine Reichweite von 960 Meilen. Neben einer Kapazität von 30 bis 53 Minen trug die Vallelunga als Bewaffnung zwei 10,0-cm-L/47-Geschütze und ein Maschinengewehr. Die Besatzung bestand aus 3 Offizieren und 61 Mannschaften.

## Munitionstransporter und Hilfsminenleger der Regia Marina
Ihre Aufgabe war der Transport von Munition und Seeminen von den Marinedepots zu den Häfen und Schiffen, die diese benötigten. Zu diesen Routineaufgaben in Friedenszeiten liegen keine weiteren Angaben vor.
Zum Zeitpunkt des italienischen Eintritts in den Zweiten Weltkrieg am 10. Juni 1940 wurde die Vallelunga bereits als Hilfsminenleger geführt und lag mit ihren beiden Schwesterschiffen in Neapel. Aufgrund ihrer geringen Geschwindigkeit wurde sie nur für das Legen von Defensiv-Minensperren eingesetzt. Beim Legen der Defensiv-Sperren zum Kriegseintritt Italiens im Juni 1940 wird jedoch nur die Buffoluto eingesetzt. Spärlich bleiben die Informationen über ihre Einsätze: Am 1. Mai 1943 begann die Vallelunga zusammen mit der Vieste und dem Prähmen G 53, G 56 sowie G 58 mit dem Legen von 12 Defensiv-Minenfeldern mit insgesamt 1036 Minen an der sizilianischen Küste. Weitere Defensiv-Minensperren legte die Vallelunga wieder mit der Vieste  ab dem 19. Juli 1943 – dieses Mal sieben Minenfelder mit rund 500 Minen im Golf von Neapel.
Am 9. September 1943 versenkte die Mannschaft der Vallelunga ihr Schiff im Hafen von La Spezia, um es nicht den Deutschen in die Hände fallen zu lassen.

## MinenschiffVallelungader Deutschen Kriegsmarine
Die Kriegsmarine hob das Wrack im Oktober 1943 und reparierte das Schiff. Erst am 31. März 1944 konnte sie das Schiff wieder in Dienst stellen und behielt den Namen Vallelunga bei. Über eine Änderung der Bewaffnung liegen keine Angaben vor. Das Schiff wurde der 13. Sicherungsflottille zugeordnet und sollte als Hilfsminenleger im Hafen von Genua genutzt werden, kam allerdings nicht mehr zum Einsatz. Nach etwa zwei Monaten Dienst in der Kriegsmarine kam das Ende: Am 28. Mai 1944 griffen britische Bomber den Hafen von Genua an und versenkten die Marinefährprähme F 482 und F 708. Auch die Vallelunga sank nach Bombentreffer und Explosion der Ladung.
1947 wurde das Schiff geborgen und abgewrackt.